# Cuarta guerra anglo-mysore
La cuarta guerra anglo-mysore (1798–1799) fue una guerra en el sur de India entre el reino de Mysore y la East India Company británica al mando del Marqués de Mornington.
Este fue el conflicto final de las cuatro guerras anglo-mysore. Los británicos consiguieron el control indirecto de Mysore, restaurando la dinastía Wodeyar en el trono Mysore (con un asesor británico). El joven heredero de Tipu Sultan, Fateh Ali, fue enviado al exilio. El reino de Mysore se convirtió en un principado en una alianza subsidiaria con la India británica y cedió Coimbatore, Uttara Kannada, y Dakshina Kannada a los británicos.
La guerra, específicamente la Batalla de Mallavelly y el asedio de Seringapatam, con muchos de los protagonistas principales es relatada en la novela histórica Sharpe's Tiger.

## Antecedentes
El desembarco de Napoleón en Egipto en 1798 tenía por intención avanzar con el fin último de capturar las posesiones británicas en la India, y el Reino de Mysore era una pieza fundamental para ese próximo paso, ya que su rey Tipu Sultan, era un estrecho aliado de Francia. Si bien Horatio Nelson había aplastado las ambiciones de Napoleón en la Batalla del Nilo, tres ejércitos, uno de Bombay y dos británicos (uno de los cuales tenía una división al mando del Coronel Arthur Wellesley, el futuro primer Duque de Wellington), entraron en Mysore en 1799 y asediaron la capital, Srirangapatnam, luego de algunos combates con los ejércitos de Tipu. El 8 de marzo, una fuerza armada consiguió resistir el avance de Tipu en la Batalla de Seedaseer. El 4 de mayo, los ejércitos penetraron las murallas defensivas y Tipu Sultan, fue alcanzado por un proyectil y murió.
El sitio en el cual se descubrió el cuerpo de Tipu al pie de la puerta este, posee una placa recordatoria.
Un avance militar notable impulsado por Tipu Sultan fue el uso de ataques masivos con brigadas que portaban cohetes de hierro. El efecto de estas armas (cohete Mysore) sobre los británicos durante las tercera y cuarta guerras Mysore fue lo suficientemente impresionante como para inspirar al inventor William Congreve a desarrollar el cohete Congreve.
Numerosos miembros de la East India Company británica consideraron que Umdat Ul-Umra, el Nawab de Carnatic, brindó asistencia en secreto a Tipu Sultan durante la cuarta guerra anglo-mysore; y por lo tanto al finalizar el conflicto abogaron por su reemplazo.

## Galería

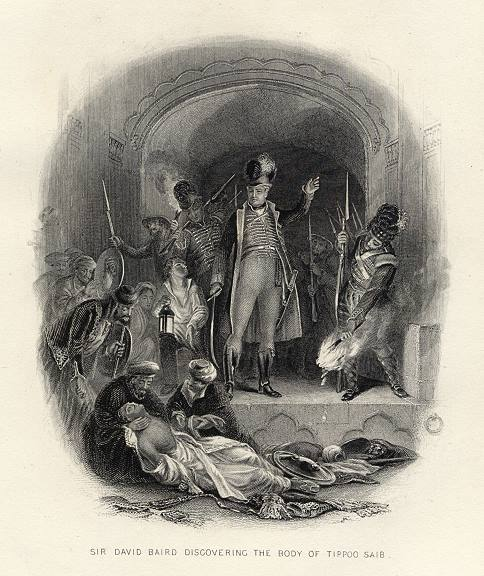
David Baird, un oficial británico, descubriendo el cuerpo de Tipu Sultan.
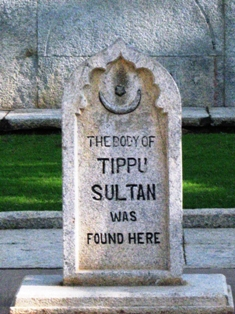
Marca indicando donde se encontró el cuerpo de Tipu.
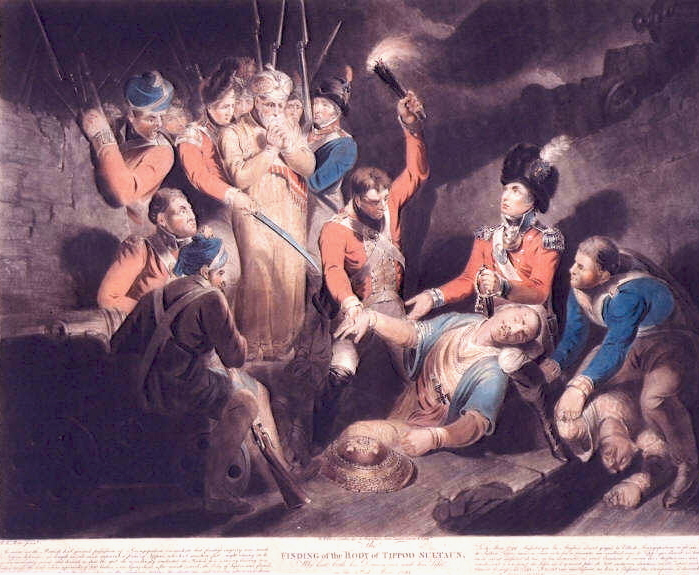
Tropas británicas examinan el cuerpo de Tipu Sultan.
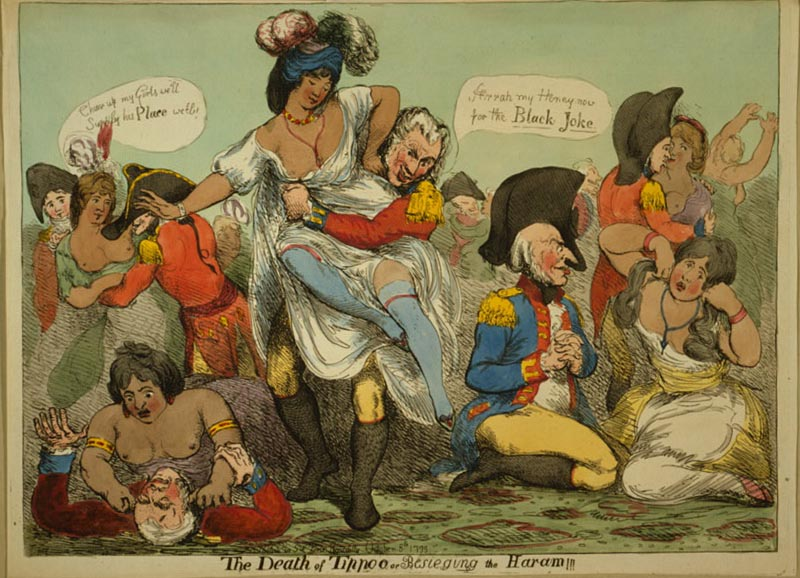
Fuerzas británicas asaltan el harem de Mysore.